# Ägyptischer Block

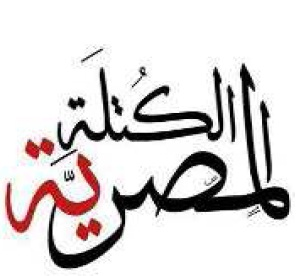
Logo des Ägyptischen Blocks

Der Ägyptische Block (arabisch الكتلة المصرية al-kutla al-miṣriyya) war eine Parteienallianz in Ägypten.
Sie wurde durch mehrere liberale, sozialdemokratische und linksgerichtete politische Parteien und Bewegungen sowie aus der traditionell-islamischen sufistischen Befreiungspartei gegründet, um die Muslimbruderschaft und ihren politischen Arm, die Freiheits- und Gerechtigkeitspartei, an der Machtübernahme durch die Parlamentswahl 2011/2012 zu hindern.
Im politischen Spektrum war der Block Mitte-links positioniert und überwiegend liberal ausgerichtet.

## Etablierung
Die 15 Gruppen des Ägyptischen Blocks teilten die gemeinsame Vision von Ägypten als zivilen demokratischen Staat und fürchteten im Falle eines islamistischen Wahlsiegs, dass die Verfassung Ägyptens in die einer islamischen Republik umgeändert werden kann.
Die Etablierung der Koalition wurde am 15. August 2011 in Kairo öffentlich angekündigt. Die Aufgabe der Versammlung ist es, eine gemeinsame Liste von Kandidaten für die Parlamentswahl aufzustellen, Mittel aufzubringen und gemeinsame Wahlkampagnen zu veranstalten. Die Allianz unterstützte den Vorschlag eines Verfassungsdekrets von Ministerpräsident Essam Scharaf, welches die Islamisten davon abhalten könnte, einseitig die Verfassung zu ändern oder eine neue Verfassung zu erarbeiten – auch im Falle einer parlamentarischen Mehrheit. Die Gründung des Ägyptischen Blocks wurde als „letzter Versuch“ des liberalen und säkularen Lagers gewertet, mit dem Vorsprung der Muslimbruderschaft in der postrevolutionären politischen Landschaft Ägyptens, hinsichtlich Organisationsstruktur, Profil, und öffentlicher Aufmerksamkeit, zuzurechtzukommen.

## Programm
Die politischen Ambitionen des Blocks waren die Etablierung Ägyptens als modernen und zivilen Staat, in der die Wissenschaft eine wichtige Rolle spielt, und das Schaffen von Gleichheit und sozialer Gerechtigkeit im Land. Die Ziele der Allianz schlossen auch ein anständiges Leben für die ärmere Bevölkerung mit ein, einschließlich Bildung, Gesundheitsversorgung und angemessener Behausung. Die Gruppe befürwortete eine pluralistische Mehrparteiendemokratie und lehnte Diskriminierung aufgrund von Religion, Rasse oder Geschlecht ab.

## Entwicklung
Mehrere führende Mitglieder der langjährigen nationalliberalen Neuen Wafd-Partei sind ebenfalls dem Block beigetreten, obwohl die Partei angekündigt hat, bei den Wahlen gemeinsam mit der islamistischen Freiheits- und Gerechtigkeitspartei anzutreten.
Im späten Oktober 2011 sagte sich die Partei Sozialistische Volksallianz von dem Ägyptischen Block los, da sie behauptete, dass der Block Überbleibsel des alten Regimes enthält, und gründete das Bündnis „Die Revolution geht weiter“. Die Ägyptische Sozialistische Partei folgte dem Beispiel.
Im November 2011 verblieben nur noch die Partei der Freien Ägypter, die Ägyptische Sozialdemokratische Partei und die Tadschammu als Bestandteile der Allianz.

## Mitgliedsorganisationen
Parteien und Organisationen, die Teil des Blocks waren zuletzt:
- Partei der Freien Ägypter
- Ägyptische Sozialdemokratische Partei
- National-Progressive Unionistische Partei (Tadschammu)

Ehemalige Mitgliedsorganisationen
- Partei Freiheitliches Ägypten[7]
- Ägyptische Kommunistische Partei[5]
- Demokratische Frontpartei[7]
- Die Bewusstseinspartei[5]
- Sufistische Befreiungspartei[7]
- Sozialistische Volksallianz (zurückgezogen im Oktober)
- Sozialistische Partei Ägyptens (zurückgezogen im Oktober)

Gesellschaftliche Organisationen und Gewerkschaften
- Nationale Vereinigung für den Wandel[5]
- Der Nationale Rat[5]
- Bauerngewerkschaft[2]
- Volksarbeiterunion[5]

## Wahlergebnisse
Bei den Parlamentswahlen 2011 und 2012 erhielt der Ägyptische Block 2.402.238 von insgesamt 27.065.135 gültigen Stimmen, knapp 8,9 % der Gesamtstimmen. Der Ägyptische Block erhielt somit 34 Sitze von insgesamt 332 im Ägyptischen Parlament. Die 33 Sitze wurden zwischen den Mitgliedsparteien wie folgt aufgeteilt:
- Ägyptische Sozialdemokratische Partei: 16 Sitze
- Partei der Freien Ägypter: 15 Sitze
- National-Progressive Unionistische Partei: 3 Sitze

Zusätzlich gewann ein Kandidat, der der Partei der Freien Ägypter angehört, einen von 168 Sitzen für die unabhängigen Kandidaten. Dadurch gewann der Ägyptische Block insgesamt 34 Sitze von 508 (6,8 %) in der Ägyptischen Volksversammlung und wurde zur viertstärksten Kraft im Parlament.